# 교환일기
교환일기(交換日記)는 친구나 연인 사이에서 서로의 마음을 나누기 위해 돌려 가며 쓰는 일기다. 1990년대 일본에서 시작되었다.

## 같이 보기
- 펜팔